# Hieracium niveobarbatoides
Hieracium niveobarbatoides es una especie de planta con flor del género Hieracium, de la familia Asteraceae, orden Asterales.

## Distribución
Hieracium niveobarbatoides se distribuye por España y Francia.

## Taxonomía
Fue descrita científicamente por (Arv.-Touv. ex Arv.-Touv. y Gaut.) Mateo.